# Dahmouni (distrito)
Dahmouni é um distrito localizado na província de Tiaret, Argélia.[carece de fontes?] Sua capital é a cidade de mesmo nome.

## Comunas
O distrito está dividido em duas comunas:
- Dahmouni
- Aïn Bouchekif